# Ходът на нещата (филм)
Ходът на нещата (на нем. Der Lauf der Dinge) е заглавието на експериментален филм, създаден от швейцарския дует Peter Fischli und David Weiss през 1987 година.
В продължение на 29:45 минути филмът Ходът на нещата пресъздава непрекъсната поредица от взаимосвързани събития чрез импровизирани механизми предизвикващи пламъци, движение, химически реакции, пяна и др.
Филмът е част от колекцията на Центърa „Жорж Помпиду“ в Париж, Музея на модерното изкуство в Ню Йорк, както и в Музея Висбаден. Формата и съдържанието на филма намират редица последователи в областта на рекламата и видеоклиповете.